# Henry Spira
Henry Spira, właśc. Henri Spira (ur. 19 czerwca 1927 w Antwerpii, zm. 12 września 1998 w Nowym Jorku) – amerykański obrońca praw zwierząt.

## Życiorys
Urodził się w Belgii. Gdy miał 13 lat, w grudniu 1940, jego rodzina przeniosła się do Nowego Jorku, uciekając przez niemieckimi narodowymi socjalistami.
W 1944 Spira zwolennikiem Socjalistycznej Partii Robotniczej (SWP). Razem z innym aktywistą Johnem Blackiem rekrutowali nowojorskich uczniów szkół średnich do partii. W 1945 Spira został marynarzem handlowym, dołączając do trockistów, którzy byli aktywni w National Maritime Union (NMU). Kiedy komunistyczni i lewicowi członkowie i liderzy związków zawodowych zostali usunięci z NMU w erze makkartyzmu, został umieszczony na czarnej liście jako zagrożenie dla bezpieczeństwa. W marcu 1952 powiedziano mu, że jego obecność na amerykańskim statku handlowym jest „wroga dla bezpieczeństwa rządu USA”
Prawami zwierząt zaczął się interesować we wczesnych latach siedemdziesiątych. W 1974 założył Animal Rights International. W 1976 protestował przeciwko testom przeprowadzanych na kotach przez Amerykańskie Muzeum Historii Naturalnej i odniósł sukces. W 1980 opublikował ogłoszenie w "The New York Times" obejmujące fotografię przedstawiającą królika po teście Draize’a i pytanie o to, jak wiele królików Revlon oślepia w imię piękna. W przeciągu roku firma Revlon przekazała 750000 dolarów darowizny aby sfinansować badania nad alternatywnymi metodami wobec testów na zwierzętach. Po tym wydarzeniu inne firmy kosmetyczne, jak Avon, Bristol Meyers, Estée Lauder, Max Factor, Chanel i Mary Kay Cosmetics, wpłaciły donacje, co doprowadziło do utworzenia Center for Alternatives to Animal Testing.
Henry Spira zmarł na raka przełyku w wieku 71 lat. Australijski etyk Peter Singer napisał jego biografię zatytułowaną Ethics into Action: Henry Spira and the animal rights movement.